# Карстові відклади
Карстові відклади (рос. карстовые отложения, англ. karst deposits, англ. karst beds; нім. Karstablagerungen f pl) — геологічні відклади різного гене-зису, утворені в карстових формах-пастках. У поверхневих і підземних карстових формах рельєфу України виявлені елювій, полюпій, алювій, делювій, пролювій, озерні, льодовикові, льодові біогенні, відклади джерел, натічні, кольматаційні й гідротермальні утворення. З карстовими відкладами пов'язані боксит, каолін, марганець, а з гідротермокарстом — ісландський шпат.